# Mordechaj Pinkiert

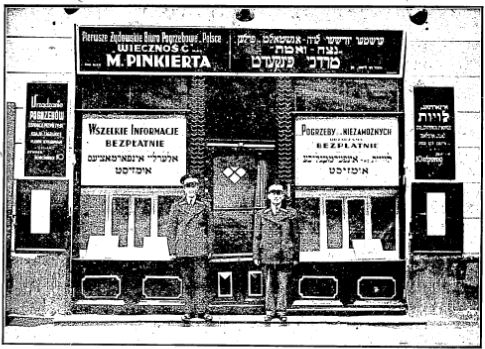
Witryna zakładu pogrzebowego Pinkierta przy ul. Grzybowskiej 24 w Warszawie

Mordechaj Pinkiert (ur. 1892 w Warszawie, zm. 1943) – polski przedsiębiorca pogrzebowy żydowskiego pochodzenia.

## Życiorys
Urodził się w żydowskiej rodzinie jako syn Eliasza (1862−1942). Miał brata Józefa (1897−1942) i syna Józefa Izaaka.
W okresie dwudziestolecia międzywojennego był kierownikiem pogrzebowego towarzystwa filantropijnego Ostatnia posługa. W 1935 założył własne przedsiębiorstwo pogrzebowe pod firmą Wieczność. Funkcjonowało ono aż do zagłady warszawskiego getta. Był nazywany królem nieboszczyków
W 1936 wydał pierwszy i jedyny przed wybuchem II wojny światowej przewodnik po cmentarzu żydowskim przy ulicy Okopowej w Warszawie. 
Podczas II wojny światowej nieprzerwanie prowadził swoje przedsiębiorstwo. Zachęcany do ucieczki na stronę aryjską i ukrycia się tam odmówił. Nie wiadomo czy zginął podczas powstania w getcie czy też wyszedł z getta wraz z innymi i zginął jako partyzant w lasach koło Wyszkowa.